# Свећани
Свећани (мкд. Свеќани) су насеље у Северној Македонији, у средишњем делу државе. Свећани управно припадају општини Градско.

## Географија
Свећани су смештени у средишњем делу Северне Македоније. Од најближег већег града, Велеса, насеље је удаљено 25 km јужно.
Рељеф: Насеље Свећани се налази у историјској области Тиквеш. Село је положено изнад долине Вардара, на брдима, која се ка југозападу уздижу у планину Клепу. Насеље је положено на приближно 460 метара надморске висине. 
Месна клима је континентална.

## Становништво
Свећани су према последњем попису из 2002. године били без становника. 
Већинско становништво у насељу били су етнички Македонци.
Претежна вероисповест месног становништва било је православље.